# Michelangelo Celesia
Michelangelo Celesia, OSB Cas. (13 de janeiro de 1814 - 14 de abril de 1904) foi um monge beneditino italiano que serviu como arcebispo de Palermo de 1871 até sua morte, e foi elevado ao cardinalato em 1884.

## Biografia
Nasceu Pietro Geremia Celesia em Palermo em 1814, filho de Lancellotto Celesia, Marchese de Sant'Antonino e Giuseppa Caruso Azzolini. Quando adolescente, sentiu-se chamado a tornar-se monge do Mosteiro de San Martino della Scala em sua cidade natal, que pertencia à Congregação Cassinense da Ordem de São Bento. Foi recebido como candidato do mosteiro em 1833 e, no ingresso no noviciado, recebeu o nome religioso de Michelangelo. Fez sua profissão solene em 15 de janeiro de 1835 e foi ordenado sacerdote em 24 de julho de 1836.
Celesia serviu depois em várias posições no mosteiro em Palermo de 1840 a 1846, como lector de filosofia, reitor, professor de teologia dogmática. Foi então nomeado para servir como antes e mestre de noviços de mosteiro da congregação em Messina, e depois de o mosteiro em Militello. Ele foi nomeado abade da renomada Abadia de Monte Cassino, por decreto papal, em 25 de março de 1850, e Procurador Geralda congregação em 1858, assim como o Abade da Abadia de Farfa.
Em 23 de março de 1860, Celesia foi nomeado bispo de Patti pelo Papa Pio IX, recebendo sua consagração episcopal no dia 15 de abril do cardeal Girolamo D'Andrea. O beneditino participou do Concílio Vaticano I e mais tarde foi nomeado Arcebispo de Palermo em 27 de outubro de 1871.
O Papa Leão XIII nomeou-o Cardeal-presbítero de Santa Priscila, no consistório de 13 de novembro de 1884. Celesia optou pela igreja titular de São Marcos em 25 de novembro de 1887. Embora elegível, ele não pôde participar no Conclave de 1903 devido a problemas de saúde.
Celesia morreu em Palermo no ano seguinte, aos 90 anos, quando ele era o cardeal vivo mais velho. Depois de ficar em estado na Catedral de Palermo, ele foi enterrado na igreja dos frades capuchinhos em Palermo. Seus restos mortais foram transferidos vários anos depois para uma capela lateral da catedral.